# 深山信號場
深山信號場（日语：／ Miyama Shingō-jō */?）是位於福井縣敦賀市，日本國有鐵道（國鐵）北陸本線舊線的號誌站（廢站）。

## 概要
在第二次世界大戰末期，隨著戰爭局勢日益嚴峻，運送物資至內地變得困難，國鐵三國線等的分支路線和觀光路線等均被列入不要不急線而暫停營業，另一方面，為了增加於本線容量，新設了作見和深山等號誌站。

## 歷史
- 1896年（明治29年）7月15日：國有鐵道 敦賀至福井之間開通。
- 1944年（昭和19年）10月11日：在敦賀至新保之間開設深山信號場。
- 1962年（昭和37年）
  - 6月9日：在北陸隧道開通前一天早上進行更換路軌的作業。
  - 6月10日：號誌站被廢除[1]。

## 構造
號誌站是位於北陸隧道前方，於新線和舊線分岔點的北邊，鄰近跨越木之芽川的橋樑處。此信號站會被誤解為新線和舊線分岔點，但是實際是在舊線內，用作列車交會的號誌站（當時在舊線上是單線）。

## 現狀
遺址變成雙線車線的道路，看不到任何號誌站痕跡。

## 相鄰車站
日本國有鐵道（國鐵）
北陸本線
敦賀－深山信號場－新保

## 注腳
1. 1 2 3 4  鈴木文彥（日语：鈴木文彦）. . 鐵道雜誌（日语：鉄道ジャーナル） (鐵道雜誌社（日语：鉄道ジャーナル社）). 1999-02, 33 (2): 38–40 （日语）.

## 相關項目
- 日本號誌站列表（日语：日本の信号場一覧）

## 外部連結
- 1975年的航空照片 (CCB7524-C20-13) - 地圖、航空照片參閱服務（國土地理院）
  - 從相片中可看見北陸隧道另一處，於木之芽川橋樑附近有一段道路彎位，該處是號誌站遺址。